# 蒂尔日
蒂尔日（法語：Turgy，法語發音：[tyʁʒi]）是法国奥布省的一个市镇，属于特鲁瓦区。

## 地理
蒂尔日（48°1'27"N, 4°2'33"E）面积9.97 平方千米，位于法国大東部大區奥布省，该省份为法国中北部省份，北起马恩省，西接塞纳-马恩省，西南至约讷省，东南至科多尔省，东临上马恩省。
与蒂尔日接壤的市镇（或旧市镇、城区）包括：屈桑日、莱格朗日、瓦利耶尔、旺莱。

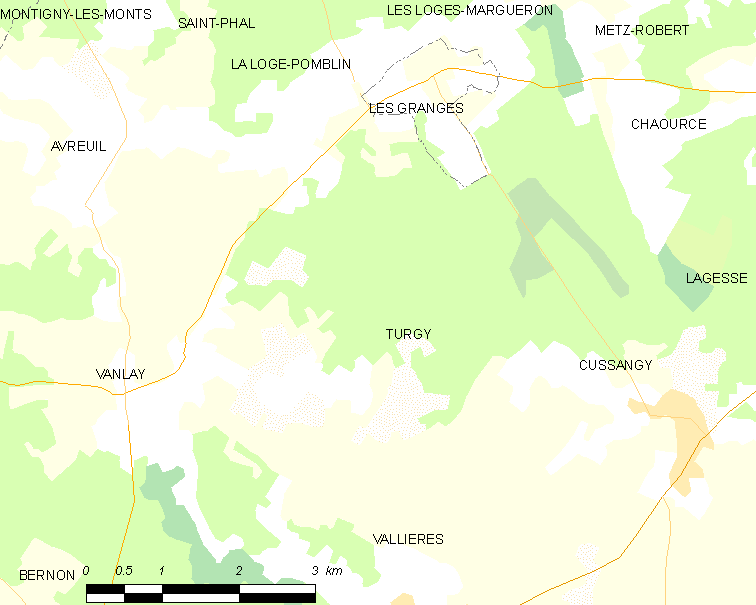
蒂尔日的OSM定位图

蒂尔日的时区为UTC+01:00、UTC+02:00（夏令时）。

## 行政
蒂尔日的邮政编码为10210，INSEE市镇编码为10388。

## 政治
蒂尔日所属的省级选区为莱里塞县。

## 人口

1962-2008年间蒂尔日人口变化图示

蒂尔日于2022年1月1日时的人口数量为44人。